# Matthias de Zordo
Matthias de Zordo (ur. 21 lutego 1988) – niemiecki lekkoatleta specjalizujący się w rzucie oszczepem.
W 2007 został mistrzem Europy juniorów – w Holandii uzyskał wynik 78,59. W roku 2009 zdobył w Sofii złoty medal mistrzostw świata wojskowych. Zwyciężył w superlidze drużynowych mistrzostw Europy w Bergen (2010). Nieoczekiwanie został, w lipcu 2010 w Barcelonie, wicemistrzem Europy. Pokonując obrońcę tytułu Andreasa Thorkildsena zdobył w 2011 złoty medal mistrzostw świata. Zwycięzca klasyfikacji generalnej Samsung Diamentowej Ligi IAAF w sezonie 2011. Z powodu kontuzji nie wziął udziału w mistrzostwach świata w Moskwie (2013), gdzie miał bronić złotego medalu z poprzednich mistrzostw. Jest zawodnikiem leworęcznym. 
Rekord życiowy: 88,36 (16 września 2011, Bruksela).

## Osiągnięcia
| Rok  | Impreza                                 | Miejsce            | Lokata     | Wynik |
| ---- | --------------------------------------- | ------------------ | ---------- | ----- |
| 2005 | Olimpijski festiwal młodzieży Europy    | Lignano Sabbiadoro | 2. miejsce | 70,62 |
| 2007 | Mistrzostwa Europy juniorów             | Hengelo            | 1. miejsce | 78,59 |
| 2009 | Mistrzostwa świata wojskowych           | Sofia              | 1. miejsce | 79,92 |
| 2009 | Młodzieżowe mistrzostwa Europy          | Kowno              | 8. miejsce | 75,40 |
| 2010 | Superliga drużynowych mistrzostw Europy | Bergen             | 1. miejsce | 83,80 |
| 2010 | Mistrzostwa Europy                      | Barcelona          | 2. miejsce | 87,81 |
| 2010 | Puchar interkontynentalny               | Split              | 3. miejsce | 82,89 |
| 2011 | Superliga drużynowych mistrzostw Europy | Sztokholm          | 3. miejsce | 77,86 |
| 2011 | Mistrzostwa świata                      | Daegu              | 1. miejsce | 86,27 |